# Оріхове (Дніпровський район)
Орі́хове — село в Україні, у Солонянській селищній громаді Дніпровського району Дніпропетровської області. Населення станом на 2021 рік — 434 мешканці.

## Географія
Село Оріхове знаходиться біля джерел річки Суха Сура, нижче за течією на відстані 1 км розташоване село Звонецький Хутір. Річка в цьому місці пересихає, на ній зроблена загата.

## Назва
Назва Оріхове походить від дерев волоського горіха, які рясно ростуть на території села.

## Населення

### Мова
Розподіл населення за рідною мовою за даними перепису 2001 року:
| Мова                | Відсоток |
| ------------------- | -------- |
| українська          | 94,8 %   |
| російська           | 5 %      |
| інші/не визначилися | 0,2 %    |

## Релігія
В селі розташований Храм великомученика і цілителя Пантелеймона ПЦУ (вул. Широка, 28).

## Інтернет-посилання
- Погода в селі Оріхове [Архівовано 20 грудня 2011 у Wayback Machine.]

1. ↑  Рідні мови в об'єднаних територіальних громадах України — Український центр суспільних даних